# Computadora personal

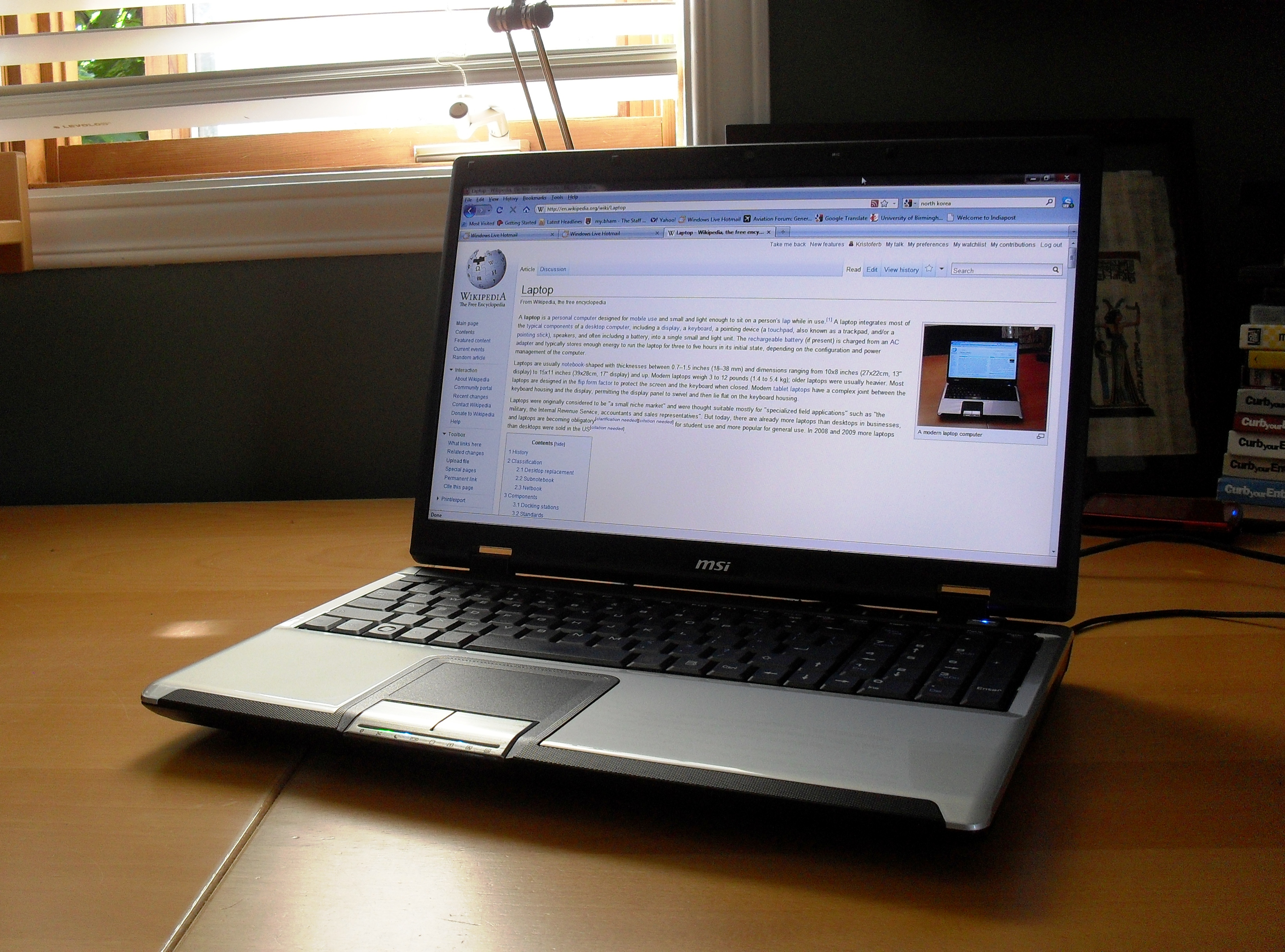
Una computadora portátil.

Una computadora personal, computador personal u ordenador, conocida como PC (siglas en inglés de Personal Computer), es un tipo de microcomputadora diseñada en principio para ser utilizada por una sola persona. Habitualmente, la sigla PC se refiere a las computadoras IBM PC compatibles. Una computadora personal es generalmente de tamaño medio y es usada por un solo usuario (aunque hay sistemas operativos que permiten varios usuarios simultáneamente, lo que es conocido como multiusuario). Suele denominarse ordenador de sobremesa, debido a su posición estática e imposibilidad de transporte a diferencia de un ordenador portátil.
Una computadora personal suele estar equipada para cumplir tareas comunes de la informática moderna, es decir, permite navegar por Internet, estudiar, escribir textos y realizar otros  trabajos de oficina o educativos, como editar textos y bases de datos, además de actividades de ocio, como escuchar música, ver videos, jugar, etc.
En cuanto a su movilidad podemos distinguir entre computadora de escritorio y computadora portátil.

## Historia

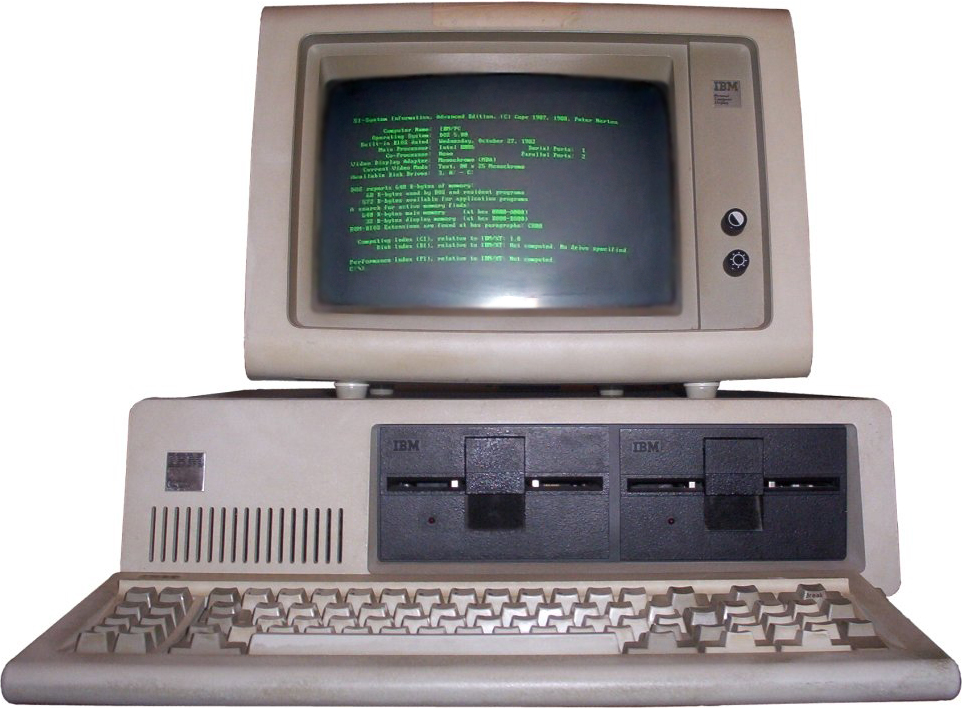
Una IBM PC de 1981.

El primer registro que se conoce del término en inglés, personal computer es el aparecido en 1964 en la revista New Scientist, en una serie de artículos llamados «El mundo en 1984». En un artículo titulado «The Banishment of Paper Work», Arthur L. Samuel, del Centro de Investigación Watson de IBM escribió: «Aunque será completamente posible obtener una educación en casa, a través del propio computador personal, la naturaleza humana no habrá cambiado, y todavía habrá necesidad de escuelas con laboratorios, aulas y profesores que motiven a los alumnos».
La primera PC es el Programma 101, producido por la empresa italiana Olivetti entre los años 1962 y 1964. Inventado por el ingeniero italiano Pier Giorgio Perotto que fue también el inventor de la tarjeta magnética. Programma 101 también fue utilizado en 1969 por la NASA para enviar el hombre a la Luna en la misión Apolo 11, en el canal de televisión estadounidense ABC para predecir las elecciones políticas de 1969 o por soldados estadounidenses para planificar operaciones en la Guerra de Vietnam. En 1968, Hewlett Packard creó una PC casi idéntica al Programma 101, la Hewlett-Packard 9100A, por lo que fue declarada culpable de plagio y debió pagar 900.000 dólares a Olivetti.
Fue el lanzamiento de la hoja de cálculo VisiCalc, en principio para Apple II y después para la IBM PC, la aplicación que logró convertir a la microcomputadora en una herramienta de trabajo. El bajo costo de las computadoras personales las hizo adquirir una gran popularidad tanto para las familias como para los trabajadores en los años ochenta; era mucho menos polifacética y potente que las computadoras de las empresas de aquel entonces, y en general eran utilizadas para jugar por los aficionados informáticos.
En los años 1990, el poder de las computadoras personales aumentó de manera radical, borrando la gran diferencia que había entre las computadoras personales y las computadoras de varios usuarios como las computadoras centrales. Hoy las computadoras de gama alta se distinguen de las computadoras personales por su mayor fiabilidad o su mayor habilidad para realizar multitaréas y no por la potencia de la CPU.
La mayoría de las computadoras personales utilizan una arquitectura de soporte físico compatible con la PC de IBM, usando procesadores compatibles con x86 realizados por Intel, AMD o Cyrix.
A pesar de la enorme popularidad de la computadora personal, varias microcomputadoras incompatibles con IBM (también llamadas de manera general computadoras personales) son todavía populares para determinados usos específicos. Hasta hace poco, la principal alternativa era la computadora con procesador PowerPC, con el sistema operativo Mac OS X de Apple Computer (aunque otros sistemas operativos pueden correr sobre esta arquitectura), que se usa sobre todo para diseño gráfico y usos relacionados, sirviendo también perfectamente para un usuario doméstico. Hay que decir que a partir de 2006 las computadoras de Apple usan microprocesadores de Intel y ya no se fabrican PowerPC. Pese a ello siguen siendo incompatibles (las compatibles utilizan BIOS y las Mac EFI).
La computadora personal es en una palabra consumidor-amistosa para la segunda generación de computadoras de escritorio, que se incorporaron en el mercado a 1977 y llegaron a ser de uso común durante los años 1980. También se conocen como computadoras personales.
La computadora personal llegó a ser de fácil adquisición para el público en general debido a la producción en masa del microprocesador basado en el chip de silicio y como el nombre indica, pensada para ser utilizada en el hogar antes que en negocios o contextos industriales. También fueron diseñadas para ser inmediatamente útiles a los clientes no técnicos, en contraste con las microcomputadoras de la primera generación que vinieron como kits y requerían a menudo habilidades en electrónica. El uso del término “computadora personal” murió en gran parte hacia finales de la década (en los Estados Unidos) o en los primeros años 1990 (en Europa). Esto se debió a la aparición de la computadora personal compatible de la PC de IBM, y a la preferencia consiguiente por el término “PC” antes que “computadora personal”.

### Computadoras personales destacadas

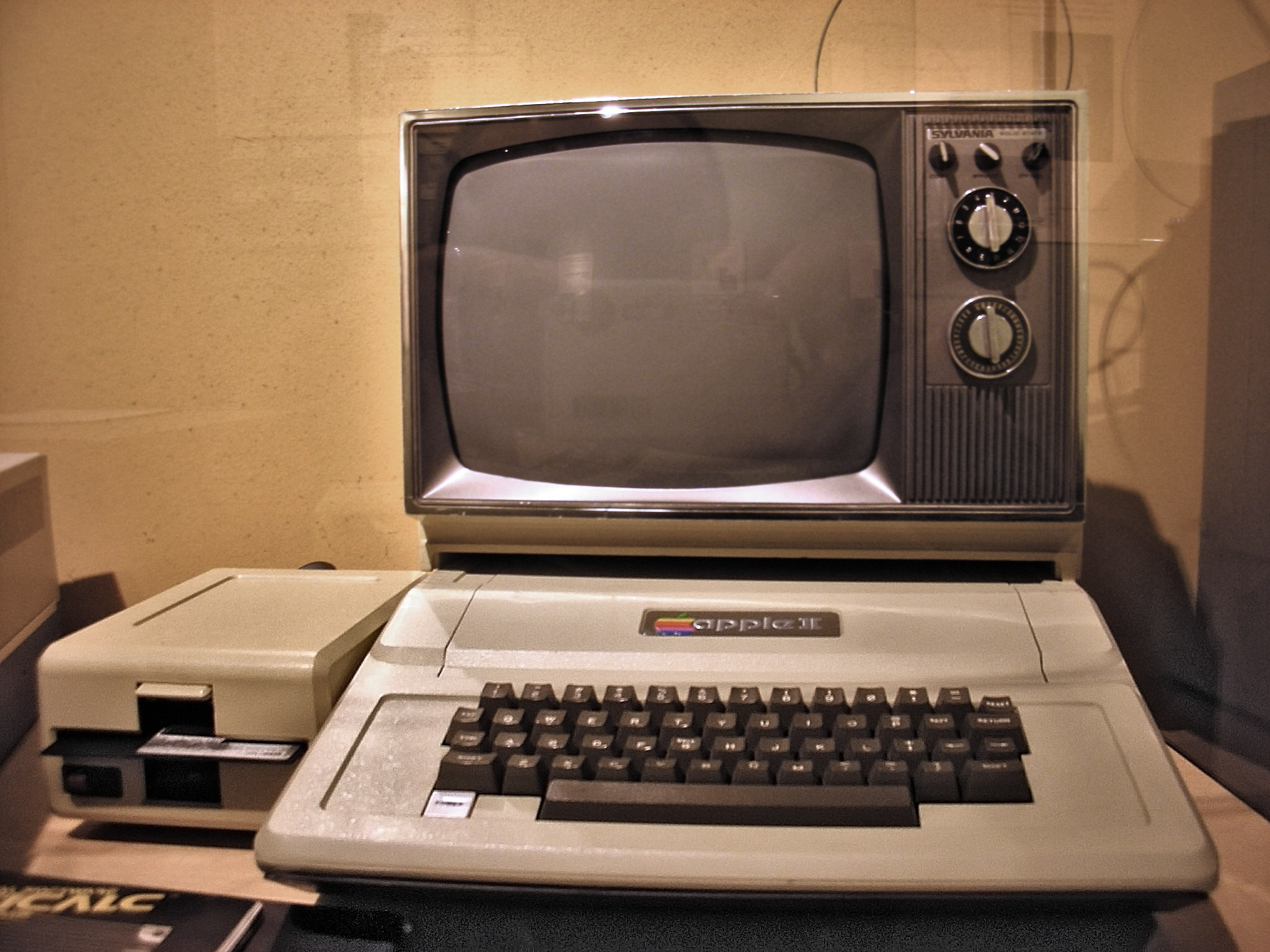
Una de las primeras computadoras personales, el Apple II que se empezó a producir en 1977.

La lista de abajo muestra las computadoras personales más populares e históricamente más significativas de los últimos años de los 60 a los años 1980. Incluye su año inicial del lanzamiento así también como su región o país de origen. Los lanzamientos más significativos en los Estados Unidos fueron: Olivetti Programma 101 (1965), Apple II (1977), IBM PC (1981), el ZX Spectrum (1982), el Commodore 64 (1982), y el Apple Macintosh (1984). Una plétora de computadoras personales surgió durante este período, pero no pudieron tener un impacto significativo en el mercado de los Estados Unidos o la historia de la computación doméstica y como tales no se mencionan (esto incluye las máquinas no vendidas o conocidas en los Estados Unidos). Diversos modelos en una línea de computadoras compatibles se enumeran en su totalidad, por ejemplo las familias del Apple II y del TRS-80.
(Para una descripción más completa de las computadoras personales, es decir, no solamente de las más notables dadas abajo, ver la lista de las computadoras personales.)
- 1977, junio: Apple II (EE. UU.), gráficos en color, ocho ranuras de expansión.
- 1977, agosto: Tandy Radio Shack (TRS-80) (EE. UU.), primera computadora personal de menos de 600 dólares.
- 1977, diciembre: Commodore PET (EE. UU.), primera computadora completa: teclado, pantalla y cinta.
- 1979: Atari 400/800 (EE. UU.), primera computadora con un chipset específico y chip de video programable.
- 1979: TI-99/4, primera computadora personal con un procesador de 16 bits.

### Los años 1980
- 1980: Commodore VIC-20 (por debajo de 300 dólares; primera computadora en el mundo en pasar la marca de un millón de unidades vendidas).
- 1980: Computadora en color TRS-80 (Motorola 6809, trabajos múltiples opcionales OS-9).
- 1980: Osborne Computer Company lanza el [Osborne 1]] (primera computadora "portátil").
- 1981, junio: Texas Instruments TI-99/4A - basada en el menos exitoso TI-99/4, segunda computadora personal con una CPU de 16 bits, primera en agregar gráficos "sprite".
- 1981, agosto: PC de IBM, versión original de la plataforma de hardware compatible de la PC de IBM. El modelo original fue denominado IBM 5150. Fue creado por un equipo de 12 ingenieros y diseñadores bajo la dirección de Estridge de la división de los sistemas de la entrada de IBM en Boca Ratón, Florida.
- 1981: Sinclair ZX81 (Europa), el kit costaba 49,95 libras; 69,95 libras pre-construido. Fue lanzado como Timex Sinclair 1000 en Estados Unidos en 1982.
- 1981: BBC Micro (Europa), computadora educativa del primer ministro del Reino Unido por una década; BASIC avanzado con el ensamblador integrado del código automático 6502; diseñado con una miríada de puertos de entrada-salida.
- 1982: Kaypro lanza la computadora Kaypro II y Olivetti el ordenador Olivetti M20.
- 1982, abril: Sinclair ZX Spectrum (Europa), la computadora personal británica más vendida; creó la industria británica del software.
- 1982, agosto: Commodore 64, el modelo de computadora más vendido de todos los tiempos: 17 millones vendidos.
- 1983: Coleco Adam.
- 1983: MSX (Japón), diseño de referencia de ASCII y Microsoft, fabricado por varias compañías: 5 millones vendidos. Un intento de crear un estándar doméstico, similar a como era el video doméstico VHS.
- 1983: VTech Laser 200, computadora de VTech de nivel de entrada dirigida siendo el más barato en mercado.
- 1984, enero: Apple IIc
- 1984, enero: Apple Macintosh (N.), Primer ratón comercialmente acertado conducido, hogar/computadora personal completamente GUI-basados; primer 16/32-bits.
- 1984: Amstrad/Schneider CPC y PCW se extiende (Europa), estándar británico antes de la PC de IBM; ventas alemanas al lado de C64 y el Macintosh, de Apple.
- 1985: Atari ST (N.), primero con la interfaz incorporada de MIDI; también RAM de 1MB por menos de 1000 dólares.
- 1985, julio: Commodore lanza el Amiga 1000 que destaca por sus excelentes habilidades multimedia (video/audio), su OS GUI y primer OS multitarea apropiativa.
- 1987: Acorn Archimedes (Europa), basada en el microprocesador Acorn, un desarrollo de gran alcance de ARM de 32 bit; la mayoría de la computadora personal de gran alcance en su clase en su principio.

## Tipos

### Estación de trabajo
En informática una estación de trabajo (en inglés workstation) es un computador de altas prestaciones destinado para trabajo técnico o científico. En una red de computadoras, es una computadora que facilita a las personas el acceso a los servidores y periféricos de la red. A diferencia de una computadora aislada, tiene una tarjeta de red y está físicamente conectada por medio de cables u otros medios no guiados con los servidores. Los componentes para servidores y estaciones de trabajo alcanzan nuevos niveles de rendimiento informático, al tiempo que ofrecen fiabilidad, compatibilidad, escalabilidad y arquitectura avanzada ideales para entornos multiproceso.
Lo de las computadoras en general, las computadoras promedio de hoy en día son más poderosas que las mejores estaciones de trabajo de una generación atrás. Como resultado, el mercado de las estaciones de trabajo se está volviendo cada vez más especializado, ya que muchas operaciones complejas que antes requerían sistemas de alto rendimiento pueden ser ahora dirigidas a computadores de propósito general. Sin embargo, el hardware de las estaciones de trabajo está optimizado para situaciones que requieren un alto rendimiento y fiabilidad, donde generalmente se mantienen operativas en situaciones en las cuales cualquier computadora personal tradicional dejaría rápidamente de responder. 

### Computadora de escritorio
Se denomina computadora de escritorio, computador de escritorio, ordenador de sobremesa u ordenador fijo a un tipo de computadora personal, diseñada y fabricada para ser instalada en una ubicación estática, como un escritorio o mesa, a diferencia de otras computadoras similares, como la computadora portátil, cuya ubicación es dinámica. Los componentes del hardware suelen ser una caja de computadora que alberga la placa base con un microprocesador como CPU, una fuente de alimentación, las unidades de disco, la memoria RAM, una tarjeta de video, un ratón, un teclado y un monitor. Los sistemas operativos más populares en las computadoras de escritorio suelen ser Windows, MacOS y Linux. 

### Computadora portátil
Una computadora portátil, computador portátil u ordenador portátil, a veces simplemente conocido como portátil o por los anglicismos laptop y notebook es una computadora personal que se puede mover o transportar con relativa facilidad. Los ordenadores portátiles son capaces de realizar todas las tareas que realizan las computadoras de escritorio y normalmente poseen conectividad inalámbrica Wi-Fi y Bluetooth. Una computadora portátil funciona con una batería recargable, contiene una pantalla led o LCD, teclado, panel táctil o touchpad, una unidad de estado sólido o disco duro, puertos como USB o HDMI, cámara, etc. y puede tener diferentes sistemas operativos como MacOS, Linux, Windows y Chrome OS. Los portátiles que tienen este último sistema operativo son conocidos como Chromebooks.
Las computadoras portátiles son pequeñas, livianas y están especialmente diseñadas para que sus baterías sean capaces de alimentarlas durante un período prolongado de tiempo (generalmente de cuatro a cinco horas). La medida de las pantallas van de las 11 a las 15 pulgadas, aunque las más comunes rondan las 14 pulgadas en formato de pantalla panorámica, Y gracias a los avances de los procesadores y los SoC algunas en potencia llegan a ser iguales a sus variantes de escritorios.

## Hardware
El hardware (pronunciado [xard.wer]), equipo, soporte físico o mecamática en informática se refiere a las partes físicas, tangibles, de un sistema informático, sus componentes eléctricos, electrónicos y electromecánicos, los periféricos de todo tipo, y cualquier otro elemento físico involucrado, componen el hardware o soporte físico; contrariamente, el soporte lógico e intangible es el llamado software.
El término es propio del idioma inglés, y su traducción al español no tiene un significado acorde, por tal motivo se lo ha adoptado tal cual es y suena. La Real Academia Española lo define como «Conjunto de los componentes que integran la parte material de una computadora». El término, aunque sea lo más común, no solamente se aplica a las computadoras, también es a menudo utilizado en otras áreas de la vida diaria y la tecnología. Por ejemplo, hardware también se refiere a herramientas y máquinas, y en electrónica hardware se refiere a todos los componentes electrónicos, eléctricos, electromecánicos, mecánicos, cableados y tarjetas de circuitos impresos.
Otros ejemplos donde se aplica el término hardware son, en relación con los robots, así como en relación con los teléfonos móviles, las cámaras fotográficas, los reproductores digitales, o cualquier otro dispositivo electrónico. Cuando dichos dispositivos también procesan datos, poseen firmware y software además de hardware.
La historia del hardware de computador se puede clasificar en cuatro generaciones, cada una caracterizada por un cambio tecnológico de importancia. Una primera delimitación podría hacerse entre hardware principal (véase figura), como el estrictamente necesario para el funcionamiento normal del equipo, y el «complementario», como el que realiza funciones específicas.

## Software
Los componentes lógicos incluyen, entre muchos otros, las aplicaciones informáticas, tales como el procesador de texto, que permite al usuario realizar todas las tareas concernientes a la edición de textos; el llamado software de sistema, tal como el sistema operativo, que básicamente permite al resto de los programas funcionar adecuadamente, facilitando también la interacción entre los componentes físicos y el resto de las aplicaciones, y proporcionando una interfaz con el usuario.
El software, en su gran mayoría, está escrito en lenguajes de programación de alto nivel, ya que son más fáciles y eficientes para que los programadores los usen, porque son más cercanos al lenguaje natural respecto del lenguaje de máquina. Los lenguajes de alto nivel se traducen a lenguaje de máquina utilizando un compilador o un intérprete, o bien una combinación de ambos. El software también puede estar escrito en lenguaje ensamblador, que es de bajo nivel y tiene una alta correspondencia con las instrucciones de lenguaje máquina; se traduce al lenguaje de la máquina utilizando un ensamblador.

### Sistema operativo
Un sistema operativo (SO) es el conjunto de programas de un sistema informático que gestiona los recursos del hardware y provee servicios a los programas de aplicación de software. Estos programas se ejecutan en modo privilegiado respecto de los restantes.
Uno de los propósitos del sistema operativo que gestiona el núcleo intermediario consiste en gestionar los recursos de localización y protección de acceso del hardware, hecho que alivia a los programadores de aplicaciones de tener que tratar con estos detalles. La mayoría de los aparatos electrónicos que utilizan microprocesadores para funcionar, llevan incorporado un sistema operativo (teléfonos móviles, reproductores de DVD, computadoras, enrutadores, etc.). En cuyo caso, son manejados mediante una interfaz gráfica de usuario, un gestor de ventanas o un entorno de escritorio, si es un celular, mediante una consola o control remoto si es un DVD y, mediante una línea de comandos o navegador web si es un enrutador.
El sistema operativo de escritorio dominante es Microsoft Windows con una cuota de mercado de alrededor del 68,28%. MacOS de Apple Inc. ocupa el segundo lugar (18,71%) y las variedades de GNU/

### Software de aplicación
En informática, el software de aplicación es un tipo de software de computadora diseñado para hacer un grupo de funciones, tareas o actividades coordinadas para el beneficio del usuario. Ejemplos de una aplicación —en algunas ocasiones se usa el acortamiento inglés app, de application— serían un procesador de textos, una hoja de cálculo, una aplicación de contabilidad, un navegador web, un reproductor multimedia, un simulador de vuelo aeronáutico o un editor de fotografías. El «software de aplicación» hace referencia de manera colectiva a todas las aplicaciones, como analogía con el software del sistema, principalmente relacionado con el ejecutado por el sistema operativo.
Las aplicaciones pueden ser empaquetadas con el ordenador y su software de sistema o bien ser publicadas por separado. Asimismo, pueden codificarse como proyectos propietarios, de código abierto o universitarios. Las aplicaciones creadas para plataformas móviles se denominan aplicaciones móviles.

## Impacto ambiental
El reciclaje de ordenadores o reciclaje electrónico es el desmontaje y separación de componentes y materias primas de desechos electrónicos. Aunque los procedimientos de reutilización, donación y reparación no son estrictamente de reciclaje, estas son otras formas sostenibles comunes de eliminar los desechos de TI. 
En 2009, el 38% de las computadoras y una cuarta parte del total de desechos electrónicos se reciclaron en los Estados Unidos, un 5% y un 3% más que tres años antes, respectivamente. Desde su inicio a principios de la década de 1990, cada vez se reciclan más dispositivos en todo el mundo debido a una mayor conciencia e inversión. El reciclaje electrónico se produce principalmente para recuperar metales valiosos de tierras raras y metales preciosos, que escasean, así como plásticos y metales. Estos se revenden o utilizan en nuevos dispositivos después de la purificación, lo que crea una economía circular. Dichos procesos involucran instalaciones y locales especializados, pero dentro del hogar o el lugar de trabajo ordinario, los componentes de sonido de computadoras dañadas u obsoletas a menudo se pueden reutilizar, lo que reduce los costos de reemplazo.